# Lijst van rijksmonumenten in Groot Haasdal
De plaats Groot Haasdal telt 12 inschrijvingen in het rijksmonumentenregister. Hieronder een overzicht.
| Object                                                               | Oorspronkelijke functie? | Bouwjaar                                   | Architect | Locatie          | Coördinaten?                  | Nr.?   | Afbeelding        |
| -------------------------------------------------------------------- | ------------------------ | ------------------------------------------ | --------- | ---------------- | ----------------------------- | ------ | ----------------- |
| Schuur, deel van herenhoeve Bockhof                                  | Woonhuis                 | 1751                                       |           | Groot-Haasdal 1  | 50° 53' 42" NB, 5° 49' 30" OL | 30887  | Meer afbeeldingen |
| Deel van herenhoeve Bockhof                                          | Boerderij                |                                            |           | Groot-Haasdal 3  | 50° 53' 42" NB, 5° 49' 30" OL | 30888  | Meer afbeeldingen |
| Deel van herenhoeve Bockhof                                          | Boerderij                |                                            |           | Groot-Haasdal 5  | 50° 53' 41" NB, 5° 49' 29" OL | 30889  | Meer afbeeldingen |
| Deel van herenhoeve Bockhof                                          | Appartementengebouw      |                                            |           | Billich 1        | 50° 53' 41" NB, 5° 49' 31" OL | 30890  | Meer afbeeldingen |
| Hoeve De Bockenhof                                                   | Boerderij                | 1802                                       |           | Groot-Haasdal 15 | 50° 53' 31" NB, 5° 49' 15" OL | 30891  | Meer afbeeldingen |
| Hoeve met binnenplaats, van mergel en baksteen                       | Boerderij                | 1829 (poortsluitsteen) 1898 (ankerjaartal) |           | Groot-Haasdal 17 | 50° 53' 29" NB, 5° 49' 13" OL | 30892  | Meer afbeeldingen |
| Hoeve met binnenplaats                                               | Boerderij                | 18e eeuw                                   |           | Groot-Haasdal 18 | 50° 53' 31" NB, 5° 49' 14" OL | 30893  | Meer afbeeldingen |
| Hoeve met binnenplaats, van baksteen en resten van vakwerk en mergel | Boerderij                | 1790                                       |           | Groot-Haasdal 19 | 50° 53' 29" NB, 5° 49' 12" OL | 30894  | Meer afbeeldingen |
| 't Haeselerhöfke                                                     | Boerderij                | 1783                                       |           | Groot-Haasdal 24 | 50° 53' 30" NB, 5° 49' 12" OL | 30895  | Meer afbeeldingen |
| Hoeve aan binnenplaats, van baksteen met resten van vakwerk          | Boerderij                | 1806                                       |           | Groot-Haasdal 30 | 50° 53' 28" NB, 5° 49' 8" OL  | 30896  | Meer afbeeldingen |
| Hoeve aan binnenplaats, van baksteen met resten van vakwerk          | Boerderij                |                                            |           | Groot-Haasdal 32 | 50° 53' 28" NB, 5° 49' 8" OL  | 30897  | Meer afbeeldingen |
| Terrein waarin de overblijfselen van een of twee romeinse villa's    | Archeologisch monument   | Romeinse Tijd                              |           |                  | 50° 53' 26" NB, 5° 49' 40" OL | 341004 | Meer afbeeldingen |